# Het Brabants Orkest
Het Brabants Orkest is het voormalige professionele symfonieorkest voor de Nederlandse provincie Noord-Brabant. Het orkest had als thuisbasis Muziekcentrum Frits Philips in Eindhoven en stond onder leiding van dirigent Alan Buribayev. Ten gevolge van drastische bezuinigingen is in april 2013 is Het Brabants Orkest samengegaan met het Limburgs Symfonieorkest onder de naam philharmonie zuidnederland.

## Geschiedenis
Het Brabants Orkest werd opgericht in 1950 in het kader van het spreidingsbeleid van de cultuur. In 1947 richtte het provinciebestuur van Noord-Brabant de "Stichting Vrienden van het Orkest" op. De eerste paar jaar was er een klein groepje musici dat door de provincie trok om reclame te maken voor het nog te vormen orkest. Het lukte om Hein Jordans, destijds tweede dirigent van het Concertgebouworkest, te strikken als dirigent van het nieuwe Brabants Orkest. Vanaf 1950 groeide het orkest onder leiding van Jordans van zo'n 40 musici tot een orkest van ruim 70 musici.

## Activiteiten
Het Brabants orkest gaf concerten in de hele provincie, er waren abonnementsseries in Muziekcentrum Frits Philips in Eindhoven, het Theater aan de Parade in 's-Hertogenbosch, de Concertzaal in Tilburg en het Chassé Theater in Breda. Het orkest verleende medewerking aan evenementen in de provincie, zoals het Internationaal Vocalisten Concours, de concerten van de Stichting Stabat Mater in Oirschot, de Carnavalsconcerten, het Festival Cult & Tumult in Veldhoven en het Festival Traces in Tilburg. Het orkest trad af en toe ook op buiten de provincie. Het orkest begeleidde ook operaproducties, met name in samenwerking met Opera Zuid.
Het orkest heeft gespeeld met solisten als Nelly Miricioiu, Robert Holl, Jean-Bernard Pommier, Colin Carr, Isabelle van Keulen, Charlotte Margiono, Marc Tooten en Pieter Wispelwey.

### Bijzondere projecten
Het Brabants Orkest heeft een lange traditie om muziek voor het publiek toegankelijker te maken. Zo kende het orkest de serie deKennismaking en deVernieuwing. Sinds 2004 organiseerde het orkest jaarlijks educatieve concerten voor leerlingen van het basisonderwijs. In 1983 begon Het Brabants Orkest het "Componistenportret", een reeks concerten gewijd aan één bepaalde hedendaagse componist (onder anderen Witold Lutosławski, Krzysztof Penderecki, Mauricio Kagel, Peter Maxwell Davies, Peter Schat, Otto Ketting, Theo Loevendie en Ton de Leeuw). Ook sinds 1983 speelde Het Brabants Orkest reconstructies van orkestbegeleidingen bij beroemde stomme films uit het begin van de 20e eeuw, zoals La Passion de Jeanne d'Arc, Napoleon, The Gold Rush, Pantserkruiser Potemkin en Nieuw Babylon met de oorspronkelijke muziek van Dmitri Sjostakovitsj. In 2010 heeft Het Brabants Orkest de soundtrack voor de Efteling gespeeld voor de in 2011 geopende attractie Raveleijn waarbij de muziek een van de hoofdpunten was van de show.
Ook in 2011 heeft Het Brabants Orkest weer muziek voor de Efteling ingespeeld. Ditmaal ging het om de muziek voor watershow Aquanura, die 31 mei 2012 ter gelegenheid van het 60-jarig bestaan van het park geopend is.

## Dirigenten
Vanaf de oprichting in 1950 stond het orkest onder leiding van Hein Jordans. In de jaren 60 stond het orkest voor het begeleiden van operaproducties regelmatig onder leiding van de latere chef-dirigenten Lucas Vis en André Vandernoot. Hein Jordans bleef tot 1979 chef-dirigent van het orkest. Hij werd opgevolgd door het duo Vandernoot en Vis, die tot respectievelijk 1988 en 1983 zouden blijven. Ingaande 1991 werd hun functie voor enkele jaren overgenomen door het duo Arpád Joó en Heinz Friesen.
De Franse dirigent Marc Soustrot was tien jaar chef-dirigent van Het Brabants Orkest. Hij leidde onder andere uitvoeringen van de Turangalîla symfonie en Des canyons aux étoiles... van Olivier Messiaen, werken van de composer in residence Willem Jeths (2004-2005), La damnation de Faust van Hector Berlioz en de Missa Solemnis van Ludwig van Beethoven. Soustrot bleef betrokken als gastdirigent.
Jaap van Zweden was van 1996 tot 2000 vaste gastdirgent van het orkest.
Met ingang van het seizoen 2008-2009 was de jonge Kazach Alan Buribayev chef-dirigent van Het Brabants Orkest.
Andere gastdirigenten die het orkest hebben geleid zijn Eugen Jochum, Willem van Otterloo, Eduard van Beinum, Michel Tabachnik, Jan Willem de Vriend en Jean-Jacques Kantorow.

## Cd-opnamen
Het orkest heeft opnamen gemaakt van onder andere Daphnis et Chloé van Maurice Ravel (jubileumconcert 2000), de Stabat Mater van Francis Poulenc, Gioachino Rossini en Giuseppe Verdi en het Requiem van Maurice Duruflé onder leiding van Marc Soustrot.